# Emersonella fuscipennis
Emersonella fuscipennis är en stekelart som beskrevs av Girault 1920. Emersonella fuscipennis ingår i släktet Emersonella och familjen finglanssteklar.
Artens utbredningsområde är:
- Costa Rica.
- Honduras.
- Panama.
- Peru.

Inga underarter finns listade i Catalogue of Life.